# منتخب بليز للكريكت
منتخب بليز الوطني للكريكت (بالإنجليزية: Belize national cricket team)‏ هو ممثل بليز الرسمي في المنافسات الدولية في الكريكت .